# 養命酒 健康談話室
『養命酒 健康談話室』（ようめいしゅ けんこうだんわしつ）は、JRN系列3局で放送されていたTBSラジオ製作のラジオ番組である。養命酒製造の一社提供。製作局のTBSラジオでは2008年4月6日から2012年9月30日まで放送。

## 概要
医療に携わる人物をゲストに招き、彼らから病気や健康に関するさまざまな知識や最新の医療情報などを紹介してもらっていたミニ番組。毎月1つのキーワードをテーマとし、その分野に携わる医師・薬剤師・管理栄養士などを招いていた。またスペシャルゲストとして、はしのえみや松本明子などの芸能人を招くこともあった。パーソナリティは、TBSアナウンサーの堀井美香が務めていた。
番組はラジオ放送のほか、ポッドキャストによる配信も行っていた。

## ネット局
| 放送対象地域 | 放送局            | 放送日時                                                                                            | 備考   |
| ------------ | ----------------- | --------------------------------------------------------------------------------------------------- | ------ |
| 関東広域圏   | TBSラジオ (TBS)   | 日曜 8:20 - 8:30 （2008年4月6日 - 2009年4月5日） 日曜 8:50 - 9:00 （2009年4月12日 - 2012年9月30日） | 製作局 |
| 近畿広域圏   | 朝日放送 (ABC)    | 日曜 8:30 - 8:40 （2011年4月10日 - 2012年9月30日）                                                  |        |
| 福岡県       | RKB毎日放送 (RKB) | 日曜 7:05 - 7:15 （2012年4月8日 - 2012年9月30日）                                                   |        |